# IRB Sevens World Series 2010-2011
L'IRB Sevens World Series 2010-2011 è la dodicesima edizione di tale torneo di rugby a 7. La vittoria finale è andata alla Nuova Zelanda.

## Tornei 2010-2011
| Tornei 2010–11            | Tornei 2010–11               | Tornei 2010–11      | Tornei 2010–11 |
| Torneo                    | Località                     | Date                | Vincitore      |
| ------------------------- | ---------------------------- | ------------------- | -------------- |
| Dubai Sevens 2010         | Dubai                        | 3-4 dicembre 2010   | Inghilterra    |
| South Africa Sevens 2010  | Outeniqua Park, George       | 10-11 dicembre 2010 | Nuova Zelanda  |
| New Zealand Sevens 2011   | Westpac Stadium, Wellington  | 4-5 febbraio 2011   | Nuova Zelanda  |
| United States Sevens 2011 | Sam Boyd Stadium, Las Vegas  | 12-13 febbraio 2011 | Sudafrica      |
| Hong Kong Seven 2011      | Hong Kong Stadium, Hong Kong | 25-27 marzo 2011    | Nuova Zelanda  |
| Australia Sevens 2011     | Adelaide Oval, Adelaide      | 2-3 aprile 2011     | Nuova Zelanda  |
| London Sevens 2011        | Twickenham, Londra           | 21-22 maggio 2011   | Sudafrica      |
| Edinburgh Sevens 2011     | Murrayfield, Edimburgo       | 28-29 maggio 2011   | Sudafrica      |

## Squadre partecipanti
All'inizio di ogni stagione l'IRB annuncia le 12 squadre che hanno diritto a disputare l'intera serie della stagione in corso. Le squadre per il 2010-11 sono:
- Argentina
- Australia
- Figi
- Francia
- Galles
- Inghilterra
- Kenya
- Nuova Zelanda
- Samoa
- Scozia
- Sudafrica
- Stati Uniti

Le squadre sono invariate rispetto all'edizione 2009-10.

## Punteggi
Il campionato ha una classifica determinata dai punti guadagnati in ogni torneo. Per tutti i tornei a parte Hong Kong si può applicare questo programma:
- Vincitore della Cup (1º posto): 24 punti
- Finalista della Cup: 20 p
- Semifinalista Cup: 16 p
- Vincitore del Plate (5°): 12 p
- Finalista Plate: 8 p
- Semifinalista Plate: 6 p
- Vincitore Bowl (9°): 4 p

Per gli eventi a 24 squadre come Hong Kong i punti sono attribuiti in modo differente:
- Vincitore della Cup (1º posto): 30 punti
- Finalista della Cup: 25 p
- Semifinalista Cup: 20 p
- Quarti di finale della Cup: non vengono assegnati punti ma passano a competere per il Plate
- Vincitore del Plate: 16 p
- Finalista Plate: 10 p
- Semifinalista Plate: 8 p
- Vincitore Bowl (9°): 5 p

Se due squadre sono a pari punti a fine stagione si usano i seguenti metodi per stabilire la classifica:
1. Differenza punti in stagione
2. Totale mete in stagione
3. Se non sono bastati i criteri sopra le squadre sono pari

## Formato
In un evento normale partecipano 16 squadre, in quello di Hong Kong 24. In ogni torneo le squadre sono divise in gironi da quattro formazioni, che disputano un girone all'italiana. Sono attribuiti 3 punti per la vittoria, 2 per il pareggio, uno per la sconfitta, 0 se si dà forfait. A parità di punti sono considerati:
1. Confronto diretto.
2. Differenza punti.
3. Differenza mete.
4. Punti segnati.
5. Sorteggio.

In ogni torneo sono assegnati quattro trofei, in ordine discendente di prestigio: Cup, al vincitore dell'evento, Plate, Bowl e Shield. Ogni trofeo è assegnato alla fine dei confronti diretti.
In un normale evento le prime due di ogni girone avanzano per competere per la Cup. Le perdenti dei quarti di finale passano nel tabellone per il Plate. Il Bowl è conteso fra terzi e quarti dei gironi, mentre per lo Shield giocano i perdenti dei quarti di finale del Bowl.
Nel torneo di Hong Kong avanzano per la Cup i vincitori dei sei gironi e le due migliori seconde. Il Plate è conteso dalle perdenti ai quarti di finale della Cup, le restanti seconde classificate e le quattro migliori terze classificate competono per il Bowl, mentre le rimanenti otto squadre competono per lo Shield.

## Classifica generale
| Stagione 2010-11 | Stagione 2010-11   | Stagione 2010-11 | Stagione 2010-11 | Stagione 2010-11 | Stagione 2010-11 | Stagione 2010-11 | Stagione 2010-11 | Stagione 2010-11 | Stagione 2010-11 | Stagione 2010-11 | Stagione 2010-11 |
| Pos.             | Nazione            | Dubai            | Sud Africa       | Nuova Zelanda    | USA              | Hong Kong        | Australia        | Inghilterra      | Scozia           | Punti Totali     |                  |
| ---------------- | ------------------ | ---------------- | ---------------- | ---------------- | ---------------- | ---------------- | ---------------- | ---------------- | ---------------- | ---------------- | ---------------- |
| 1                | Nuova Zelanda      | 16               | 24               | 24               | 16               | 30               | 24               | 16               | 16               | 166              |                  |
| 2                | Sudafrica          | 12               | 12               | 8                | 24               | 16               | 20               | 24               | 24               | 140              |                  |
| 3                | Inghilterra        | 24               | 20               | 20               | 16               | 25               | 16               | 0                | 6                | 127              |                  |
| 4                | Figi               | 16               | 16               | 12               | 20               | 20               | 6                | 20               | 12               | 122              |                  |
| 5                | Samoa              | 20               | 16               | 16               | 12               | 20               | 16               | 12               | 8                | 120              |                  |
| 6                | Australia          | 8                | 6                | 16               | 6                | 10               | 6                | 8                | 20               | 80               |                  |
| 7                | Galles             | 6                | 6                | 6                | 0                | 0                | 12               | 16               | 16               | 62               |                  |
| 8                | Argentina          | 4                | 8                | 6                | 6                | 0                | 8                | 6                | 0                | 38               |                  |
| 9                | Kenya              | 0                | 0                | 4                | 8                | 0                | 0                | 0                | 4                | 16               |                  |
| 10=              | Scozia             | 0                | 4                | 0                | 4                | 0                | 0                | 4                | 0                | 12               |                  |
| 10=              | Francia            | 0                | 0                | 0                | 0                | 0                | 0                | 6                | 6                | 12               |                  |
| 12               | Stati Uniti        | 6                | 0                | 0                | 0                | 0                | 4                | 0                | 0                | 10               |                  |
| 13=              | Portogallo         | 0                | 0                | NP               | NP               | 8                | NP               | 0                | 0                | 8                |                  |
| 13=              | Russia             | 0                | 0                | NP               | NP               | 8                | NP               | 0                | 0                | 8                |                  |
| 15               | Canada             | NP               | NP               | 0                | 0                | 5                | NP               | 0                | 0                | 5                |                  |
| 16=              | Zimbabwe           | 0                | 0                | NP               | NP               | 0                | NP               | NP               | NP               | 0                |                  |
| 16=              | Tonga              | NP               | NP               | 0                | NP               | 0                | 0                | NP               | NP               | 0                |                  |
| 16=              | Giappone           | NP               | NP               | NP               | 0                | 0                | 0                | NP               | NP               | 0                |                  |
| 16=              | Spagna             | NP               | NP               | NP               | NP               | 0                | NP               | 0                | 0                | 0                |                  |
| 16=              | Namibia            | NP               | 0                | 0                | NP               | NP               | NP               | NP               | NP               | 0                |                  |
| 16=              | Isole Cook         | NP               | NP               | 0                | NP               | NP               | 0                | NP               | NP               | 0                |                  |
| 16=              | Papua Nuova Guinea | NP               | NP               | 0                | NP               | NP               | 0                | NP               | NP               | 0                |                  |
| 16=              | Golfo Persico      | 0                | NP               | NP               | NP               | NP               | NP               | NP               | NP               | 0                |                  |
| 16=              | Guyana             | NP               | NP               | NP               | 0                | NP               | NP               | NP               | NP               | 0                |                  |
| 16=              | Uruguay            | NP               | NP               | NP               | 0                | NP               | NP               | NP               | NP               | 0                |                  |
| 16=              | Corea del Sud      | NP               | NP               | NP               | NP               | 0                | NP               | NP               | NP               | 0                |                  |
| 16=              | Cina               | NP               | NP               | NP               | NP               | 0                | NP               | NP               | NP               | 0                |                  |
| 16=              | Messico            | NP               | NP               | NP               | NP               | 0                | NP               | NP               | NP               | 0                |                  |
| 16=              | Malaysia           | NP               | NP               | NP               | NP               | 0                | NP               | NP               | NP               | 0                |                  |
| 16=              | Hong Kong          | NP               | NP               | NP               | NP               | 0                | NP               | NP               | NP               | 0                |                  |